# Haigern
Der Haigern ist ein 285 Meter hoher Berg zwischen Talheim und Flein im Landkreis Heilbronn im nördlichen Baden-Württemberg. Er liegt auf Talheimer Gemarkung nordwestlich des Ortes. Auf dem Berg liegt der gleichnamige Wohnplatz Haigern.

## Geschichte

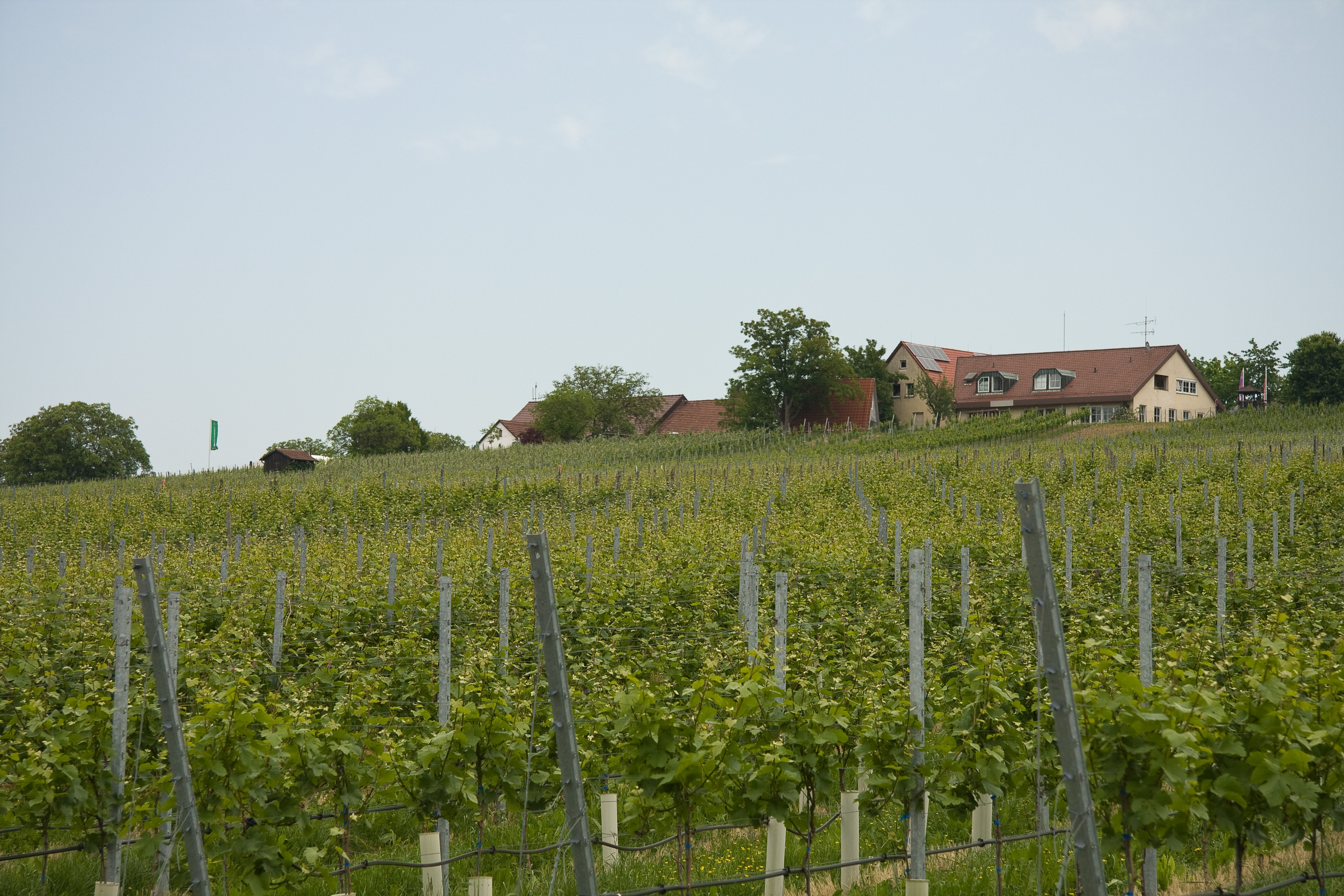
Der Haigern von Talheim aus gesehen

Während des Pfälzischen Erbfolgekriegs diente der Haigern Ende Mai bis Anfang Juni 1693 dem Oberbefehlshaber der Reichstruppen, Markgraf Ludwig Wilhelm von Baden-Baden (Türkenlouis), als Hauptquartier bei der Zurückschlagung der Versuche westlich Heilbronns aufmarschierter französischer Truppen, auf das östliche Neckarufer überzusetzen.
Die Erschließung des Berges geht auf die Herren von Gemmingen zurück. Philipp von Gemmingen erwarb dort ab 1786 größere Ländereien, darunter 34 Morgen von der Gemeinde Talheim. Er ließ dort im späten 18. Jahrhundert ein schlossartiges Gebäude (Steinernes Haus) mit zahlreichen Nebengebäuden errichten. Der Rohbau war 1791 vollendet, in jenem Jahr wurde das Richtfest gefeiert. Der Bauherr starb jedoch im Jahr 1800 vor der Fertigstellung des Landguts. Mit dem gesamten Gut wurde auch der Rohbau 1813 auf Abriss verkauft. Der Käufer Jakob Langjahr ließ die Gebäude abtragen. Nach einem Großbrand in Flein am 14. April 1815 stellte Langjahr die Steine zum Wiederaufbau der zehn zerstörten Wohnhäuser zur Verfügung.
Später entstand auf dem Haigern ein landwirtschaftliches Anwesen, das sich bis zum späten 19. Jahrhundert zu einem beliebten Ausflugsziel mit Gaststätte entwickelte. Mit einem Vertrag vom 26. August 1924 erwarb das Jugendamt Heilbronn-Land das Anwesen und richtete darin im Folgejahr ein Kindererholungsheim für zunächst 15 Kinder ein. 1927 wurde ein Erweiterungsbau errichtet und dadurch die Kapazität des Erholungsheims auf 45 Kinder erhöht. Der Landwirtschaftsbetrieb auf dem Anwesen blieb zur Versorgung des Erholungsheims erhalten. Im Jahr 1938 erwarb die Stadt Heilbronn die Anlage, verkaufte sie jedoch später wieder an privat. Durch Artilleriebeschuss wurde das Anwesen gegen Ende des Zweiten Weltkriegs schwer beschädigt, jedoch daraufhin wieder instand gesetzt. Ab den 1950er Jahren entstand ein katholisches Kinderfreizeitheim für jährlich 600 Kinder und ein kirchliches Begegnungszentrum, am Hang nach Talheim liegt außerdem ein Weingut.
Jährlich beim Trollinger-Marathon wird der Haigern, höchster Punkt der Strecken Halbmarathon und Marathon, von Tausenden von Teilnehmern überquert.
Überregionale Bekanntheit genießt auch das vom Förderverein Kinderfreizeit Haigern e. V. seit 2009 jährlich veranstaltete Benefiz-Open-Air-Festival Haigern Live!.
Von der exponierten Höhenlage aus hat man eine beeindruckende Fernsicht über das südliche Heilbronner Becken und zu den westlich gelegenen Rücken des Heuchelbergs und des Strombergs. Im Süden reicht die Sicht bis zum Stuttgarter Fernsehturm.